# Meseta eritrea
La meseta eritrea  o altiplano eritreo (en tigriña: ደጋ) es la prolongación septentrional del macizo etíope en el centro de Eritrea. Esta zona alta, montañosa, está bordeada por el sur por el río Mareb. Ha sufrido una fuerte deforestación desde la era colonial, a finales del siglo XIX, con la erosión del suelo asociada a la falta de vegetación. Con un clima similar al del sur del Sahel, la región padece sequías recurrentes y un fuerte riesgo de desertificación.

## Geografía

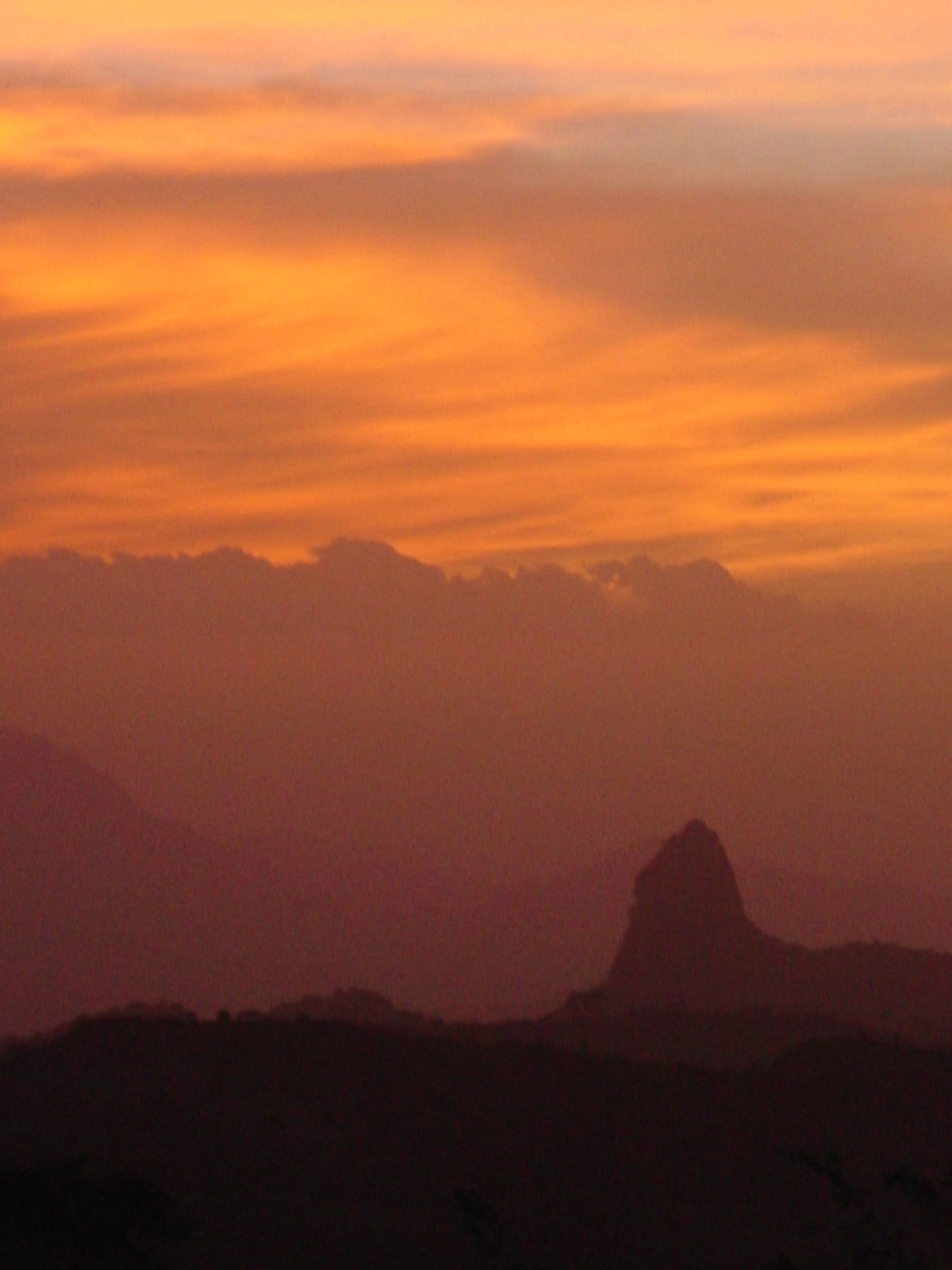
Amanecer en la meseta eritrea entre Akordat y Keren.

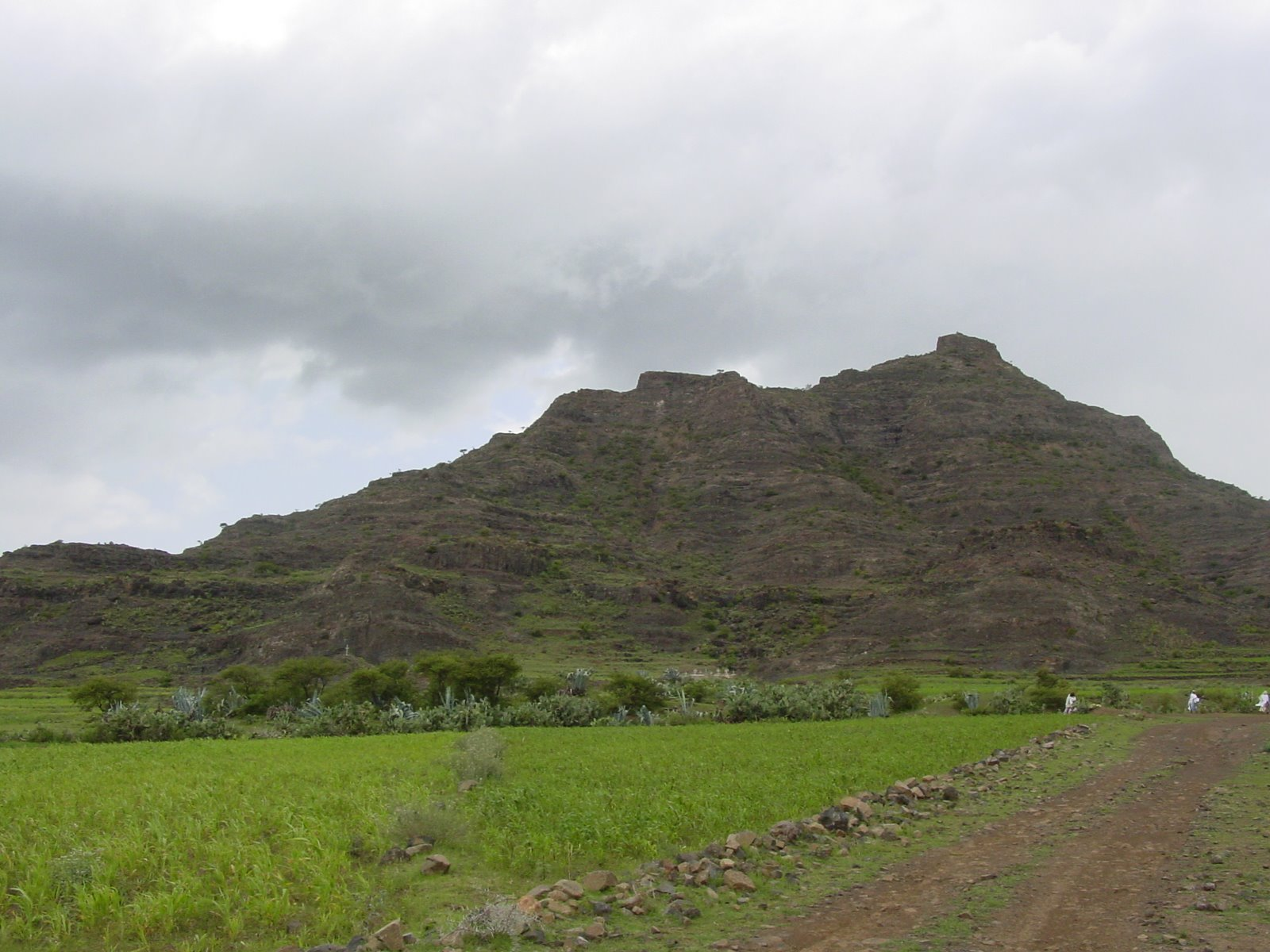
Campo de teff en la base de una pequeña colina en la meseta eritrea

La meseta eritrea está drenada por cuatro ríos principales en dirección a Sudán, y por varios ríos pequeños en dirección al mar Rojo. Los ríos Gash (o Mareb) y Setit (o Tekezé) fluyen hacia el Nilo en Sudán, mientras que el río Barka fluye estacionalmente hasta el mar Rojo y el río Anseba pasa por Keren y desemboca en el Barka cerca de la frontera con Sudán.
El punto más alto de la meseta se encuentra en el Emba Soira, de 3018 m, en el sudeste de la región de Debub, en uno de los lados del Gran Valle del Rift que corta Eritrea y va a morir al mar Rojo.
Se cree que la cobertura boscosa de las tierras altas de Eritrea ha descendido del 30 a 1 por ciento a causa de la deforestación, aunque hay opiniones en contra, como la de Louise Lätt, en un estudio fotográfico comparativo de 2004. Eritrea es un país cuyas altitudes oscilan entre 60 m por debajo de nivel de mar y algo más de 3000 m. Entre las llanuras costeras y occidentales, en el centro, se encuentra la meseta de Eritrea, conocida también como tierras altas de Eritrea. A ambos lados, oriente y occidente, se distinguen las zonas de menos de 500 m (zona berha), los escarpes entre 500 y 1500 m (zona kolla), la meseta, entre 1500 y 2300 m (zona weyna dega), con una altitud media de 2000 m, y las zonas montañosas más altas, entre 2500 y más de 3000 m (zona dega). La meseta, entre 1500 y 2300 m ocupa un área de unos 20 000 km² y es la zona más densamente poblada, debido a la bondad del clima. La topografía de esta zona se caracteriza por llanuras onduladas con algunas elevaciones que pueden llegar a 3000 m.

### Clima
Como es propio de la zona, hay dos estaciones, la lluviosa, llamada kremti, va de junio a septiembre, mientras que la seca va de septiembre a junio. La temperatura media en Asmara, la capital del país, a 2.340 m de altitud, es de unos 16.oC, y en general oscila entre 10 y 25.oC. Las temperaturas se suavizan con la altitud, y las lluvias son más abundantes en el sur que en el norte, que ya es prácticamente desértico. En Asmara caen unos 522 mm de precipitación anual, con 325 mm entre julio y agosto, y temperaturas mínimas y máximas medias en enero de 6 y 23.oC, y entre abril y junio, los meses más cálidos, de 11 y 25.oC.

### Geología
La roca suele ser cristalina, con zonas de granito y diorita especialmente en el escarpe oriental de Saganeiti y Adi Kayeh, con sedimentos mesozoicos en Senafe. Los sedimentos cuaternarios se encuentran en las vegas de los ríos. En los llanos de Tselima al sur de Debarwa las rocas son series volcánicas antiguas en general muy erosionadas, dependiendo de la localización y la orientación. En los valles y depresiones, la tierra es profunda y favorable para la agricultura, de color marrón o rojizo.

### Vegetación
La vegetación se caracteriza por distintos tipos de acacia en un clima semiárido. Entre 1500 y 2000 m, destaca la acacia de copa plana (Acacia tortilis) y Acacia seyal, sustituidas en altura por Acacia etbaica y, por encima de 2000 m, Acacia abyssinica. También abunda Euphorbia abyssinica en zonas del centro y los escarpes. Los cactus fueron introducidos por las misiones católicas. De interés económico y probablemente formando bosques en la antigüedad, la conífera Juniperus procera con algo de olivo africano. Se han realizado plantaciones de eucaliptos, acacias y Schinus molle, más de 10 000 ha.